# Baithak gana
Baithak gana (Sarnami: बैठक गाना, بیتک گانا) (vertaald: baithak: zitting, gáná: zang) is een muziekstijl die oorspronkelijk uit Suriname komt, afkomstig van de Hindoestaanse gemeenschap. Het is een mix van Hindoestaanse volksliederen met andere Caraïbische invloeden. De stijl is nauw verwant met chutneymuziek, die zijn oorsprong vindt in Trinidad en Tobago.
De stijl werd ontwikkeld door met name de tweede generatie Hindoestanen in Suriname en kent invloeden van andere bevolkingsgroepen. De teksten zijn in het Sarnami Hindoestani. Als instrumenten worden meestal een dantaal (ijzeren staaf), dholak (trommel) en harmonium gebruikt. De dholak is een trommel met twee vellen die oorspronkelijk uit Noord-India komt, maar ook nog steeds wordt gebruikt in volksmuziek uit Pakistan en Nepal. 
Traditioneel zitten muzikanten op de grond en improviseren de muziek in een kring met ten minste drie musici. De opvoeringen worden traditioneel gegeven tijdens sociaal-culturele activiteiten, verjaardagen, huwelijksplechtigheden en toneelvoorstellingen.

## Muzikanten

### Suriname
Zangers/musici
- Ramdew Chaitoe
- Koendan Gobardhan
- Kries Ramkhelawan
- Rampersad Ramkhelawan
- Roos Mohamed Rodjan
- Harry Sewbalak
- Radjoe Sewgolam
- Deepak Kanhai
- Amit Sewgolam
- Ramsingh Bholasingh
- Sridath Sewnandan

Zangeressen/musici
- Bidjanwatie Chaitoe
- Dropati
- Shrimati Audhradjie Ghisaidoobe
- Annie Bodha
- Srimati Lachman
- Motimala Bholasing
- Bidjanwatie Chaitoe
- Chanderwati (Kanhai)
- Ramdoelarie

### Nederland
- Kishen Bholasing
- Dewindersingh Sewnath
- Sharwien Tedjoe
- Santosh Ghisai
- Shivam Rajaram
- Vishaal Hira